# Tag des strahlenden Sterns
Der Tag des strahlenden Sterns ist ein Nationalfeiertag in Nordkorea zum Gedenken an den ehemaligen Diktator Kim Jong-il. Er findet jährlich zu dessen Geburtstag am 16. Februar statt. Der Name rührt daher, dass gemäß der offiziellen Legende nach seiner Geburt ein Stern und ein doppelter Regenbogen am Himmel erschienen sein soll. Der Geburtstag seines Vaters und Vorgängers Kim Il-sung wird ebenfalls als Nationalfeiertag, dem Tag der Sonne, zelebriert.

## Ablauf
Begangen wird er unter anderem mit Militärparaden, einer Kimjongilia-Blumenschau und kollektiven Blumenniederlegungen vor dem Kumsusan-Palast, dem Mausoleum Kim Jong-ils. Zu den Programmpunkten der offiziellen Feierlichkeiten gehören zudem artistische und sportliche Aufführungen. Die Feierlichkeiten können auch von ausländischen Touristen besucht werden, ausgenommen jedoch die Militärparaden.

## Geschichte
Feierlichkeiten anlässlich seines Geburtstages fanden bereits zu dessen Lebzeiten statt. Den Namen Tag des strahlenden Sterns bekam der Feiertag jedoch durch Beschluss des Politbüros der Partei der Arbeit Koreas erst 2012 nach dem Tod Kim Jong-ils am 17. Dezember 2011. Diese Entscheidung spiegele laut offiziellen Angaben „den einstimmigen Wunsch und inständige Bitte aller Parteimitglieder, Militärangehörigen und der Bevölkerung wider, Kim Jong Il als ewigen Führer der Partei hoch zu achten“. Der erste Tag des strahlenden Sterns nach dem Tod Kim Jong-ils, wurde zugleich als dessen 70. Geburtstag gefeiert und als Trauertag begangen.